# Božič Vrh
Božič Vrh este o localitate din comuna Metlika, Slovenia, cu o populație de 7 locuitori.